# Nedo
Nedo  è un nome proprio di persona italiano maschile.

## Varianti
- Maschili: Nedio[1]
- Femminili: Neda, Nedi 
  - Alterati: Nedina[1]

## Origine e diffusione
Non possiede un'etimologia o una tradizione sicura. Nella mitologia greca Neda è il nome di due ninfe nutrici di Zeus, il cui nome deriva dal greco Nede, "onda". Tuttavia sembra poco probabile una correlazione tra la ninfa e la ripresa moderna del nome. Potrebbe invece rappresentare l'ipocoristico di nomi non identificabili.
È diffuso nei paesi dell'est (Albania, Ucraina, ecc), soprattutto al femminile Neda. Il nome è giunto in Italia anche a seguito del contatto con tali paesi, durante l'ultima guerra mondiale.
È accentrato nel Centro-Nord, soprattutto in Toscana e in particolar modo nella città di Livorno.

## Persone

Nedo Sonetti

- Nedo Fagni, ciclista su strada italiano
- Nedo Fiano, scrittore italiano
- Nedo Logli, ciclista su strada italiano
- Nedo Nadi, schermidore e dirigente sportivo italiano
- Nedo Sonetti, giocatore e allenatore italiano di calcio

### Variante femminile Neda
- Neda Naldi, attrice e sceneggiatrice italiana